# Rafflesia rochussenii
Rafflesia rochussenii är en tvåhjärtbladig växtart som beskrevs av Teysm. och Binn.. Rafflesia rochussenii ingår i släktet Rafflesia, och familjen Rafflesiaceae. Inga underarter finns listade i Catalogue of Life.